# Gerrish Peaks
Die Gerrish Peaks sind eine Reihe erodierter Berggipfel an der Walgreen-Küste des westantarktischen Marie-Byrd-Lands. Sie ragen 6 km südöstlich des Hunt Bluff auf der Westseite der Bear-Halbinsel auf.
Erste Luftaufnahmen entstanden im Januar 1947 bei der US-amerikanischen Operation Highjump (1946–1947). Das Advisory Committee on Antarctic Names benannte sie 1967 nach Samuel D. Gerrish, Ionosphärenphysiker auf der Byrd-Station im Jahr 1966.